# 拉兰 (摩泽尔省)
拉兰（法語：Rahling，法語發音：[ʁalɛ̃]；洛林法兰克语：Ralinge）是法国摩泽尔省的一个市镇，属于萨尔格米讷区。

## 地理
拉兰（48°59'31"N, 7°12'53"E）面积21.3 平方千米，位于法国大東部大區摩泽尔省，该省份为法国东北部内陆省份，是洛林的一部分，西南接默尔特-摩泽尔省，东临下莱茵省，北与卢森堡和德国接壤。
与拉兰接壤的市镇（或旧市镇、城区）包括：比南、埃坦、蒙布龙、比滕、代林根、施米特维莱尔、苏赫特。

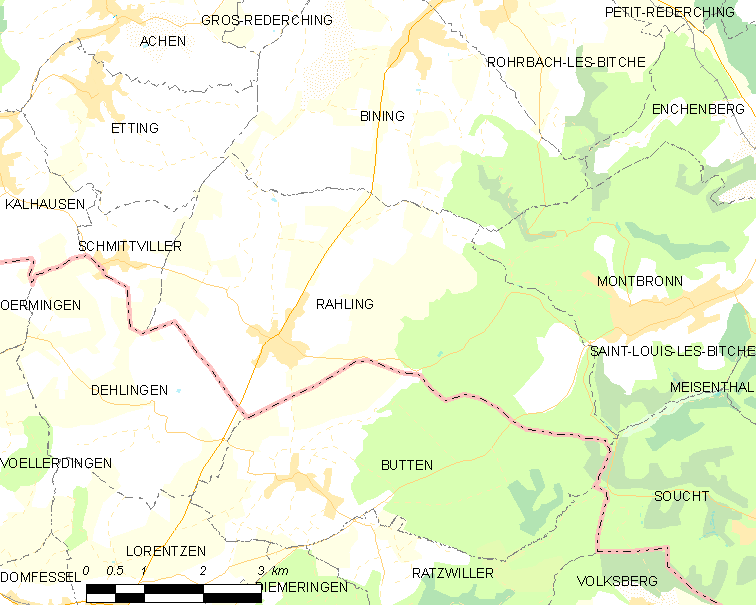
的OSM定位图

拉兰的时区为UTC+01:00、UTC+02:00（夏令时）。

## 行政
拉兰的邮政编码为57410，INSEE市镇编码为57561。

## 政治
拉兰所属的省级选区为比奇县。

## 人口

1962-2008年间人口变化图示

拉兰于2022年1月1日时的人口数量为720人。